# Jogos (Roma Antiga)

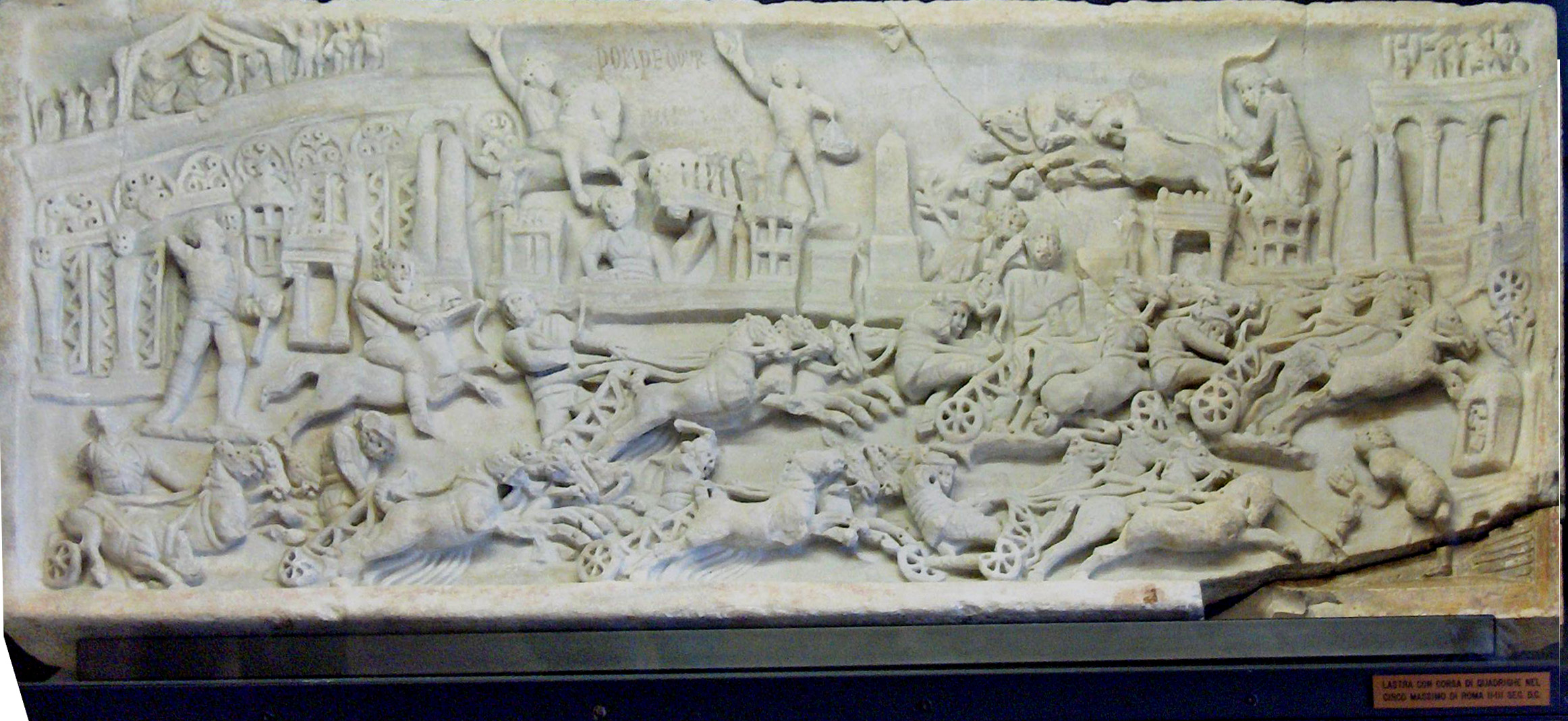
As corridas de biga, aqui representadas num alto-relevo do século II, eram um dos jogos que faziam parte dos festivais religiosos romanos

Os Jogos ou Ludos (em latim: Ludi; sing. em latim ludus) eram divertimentos públicos destinados ao povo romano, integrados nos festivais religiosos romanos ou exibidos enquanto parte do culto imperial. Os primeiros jogos eram corridas a cavalo realizadas em circos (jogos circenses; ludi circenses). Posteriormente, vieram a tornar-se parte dos festivais os espetáculos com animais selvagens (veações; venationes) e atuações teatrais (jogos cênicos; ludi scaenici). Os dias em que eram realizados os jogos eram feriados públicos, nos quais não era permitido realizar negócios. Durante o período imperial, o número total de dias dedicados anualmente a este tipo de entretenimento ascendia a 135. Embora o seu valor recreativo se possa ter sobreposto ao sentimento religioso, mesmo durante Antiguidade Tardia os jogos eram vistos enquanto parte integrante da veneração dos deuses tradicionais, pelo que os Padres da Igreja aconselhavam os primeiros cristãos a não participarem nas festividades.

## Lista de jogos
Entre os vários jogos assinalam-se os seguintes.

### Jogos anuais
Listados por ordem cronológica de acordo com o calendário romano.
- Jogos Megalenses (Ludi Megalenses), entre 4 e 10 de abril, criados em 204 a.C. em honra da Magna Mater para o festival da Megalésia.
- Jogos Cereais (Ludi Ceriales), entre 12 e 19 de abril, criados em 202 a.C. para o festival da Cereália, em 12 de abril.
- Jogos Florais (Ludi Florales), entre 28 de abril e 3 de maio, criados em 173 a.C. em homenagem à deusa Flora, decorrendo a par do festival Florália a 1 de maio.
- Jogos Apolinários (Ludi Apollinares), entre 6 de 13 de julho, criados em 122 a.C. em homenagem a Apolo.
- Jogos das Vitórias de César (Ludi Victoriae Caesaris), entre 20 e 30 de julho, criados em 46 a.C. por Júlio César.
- Jogos Romanos (Ludi Romani), entre 4 e 19 de setembro (12 e 15 de setembro no século IV d.C.), criados de acordo com algumas lendas no século VI a.C. em honra de Júpiter.
- Jogos Augustais (Ludi Augustales), entre 3 e 12 de outubro, criados em 14 d.C. após a morte de Augusto e baseados no festival da Augustália.
- Jogos Plebeus (Ludi Plebeii), originalmente no dia 13 de novembro e mais tarde alargados para 4-17 de novembro, criados em 216 a.C.

### Ludi circenses
Ludi circenses eram jogos apresentados no circo. O Circus Maximus era não só um local para corridas de bigas, mas também outros eventos desportivos, como corridas e caçadas de animais. Os jogos eram precedidos por um desfile de abertura, a pompa circensis. Os Ludi circenses eram regularmente apresentados na celebração de um triunfo ou na dedicação de um edifício importante. Faziam parte dos feriados e festivais mais importantes, como a Floralia, Ludi Romani ("Jogos Romanos") e Ludi Plebeii ("Jogos Plebeus"). Durante a era Imperial, os jogos de circo eram frequentemente realizados em festivais, que não costumavam ser celebrados na República. Os jogos de circo eram realizados em várias províncias do império, conforme indicado por vestígios arqueológicos de caminhos e estruturas, apesar de muitas áreas tivessem falta de instalações permanentes pelo custo e, em vez disso, erguessem arquibancadas temporárias em torno de terrenos apropriados.